# 克拉科夫考古博物馆
克拉科夫考古博物馆 (波蘭語：Muzeum Archeologiczne w Krakowie)是波兰小波兰省克拉科夫的一个历史博物馆，成立于1850年。

## 历史
克拉科夫考古博物馆是波兰最古老的克拉科夫考古博物馆。它成立于瓜分波兰时期，当时称为古代博物馆，是由属于克拉科夫科学会的一群知识分子和学者创建。奥地利当局治禁止波兰爱国组织，但允许科学会这样的学习型社团存在；后者建立的博物馆，成为波兰社会文化活动的中心。赞助博物馆基金的科学会于1816年在克拉科夫成立，1848年成立了艺术和考古部门。
1850年2月18日，学会委员会签署成立博物馆的文件，其中包括著名人士，如委员会主席、雅盖隆图书馆馆长乔泽夫·穆奇科夫斯基、市议员卡罗尔·克莱默、教授，诗人和探险家Wincenty 波尔，以及建筑师特奥菲尔·泽布拉夫斯基。1857年博物馆第一个展览在圣亚纳街17号卢博米尔斯基宫开幕。藏品主要来自波兰众多贵族家庭的私人捐赠，包括博物馆的象征物兹布鲁奇偶像（Światowid ze Zbrucza）。。
博物馆设有五个主要的常设展览：古埃及之神、史前陶器、陶瓷花园、小波兰的史前和中世纪早期，以及布洛诺西的手推车，其中包括布洛诺西陶罐（公元前3635–3370年）-一个陶瓷花瓶，上面刻有已知最早的车轮图像。 
50°03′28″N 19°56′10″E / 50.057738°N 19.936001°E

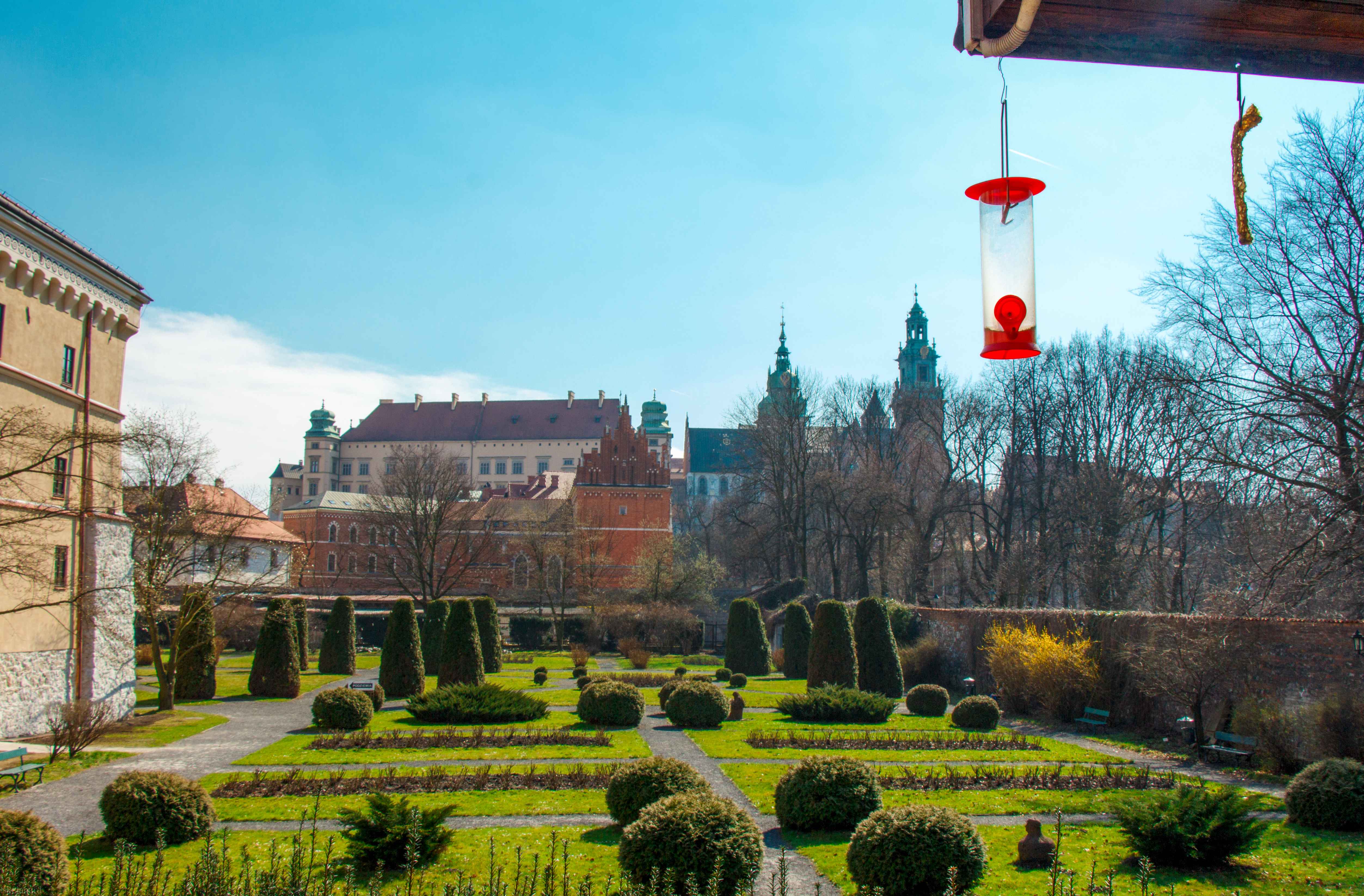
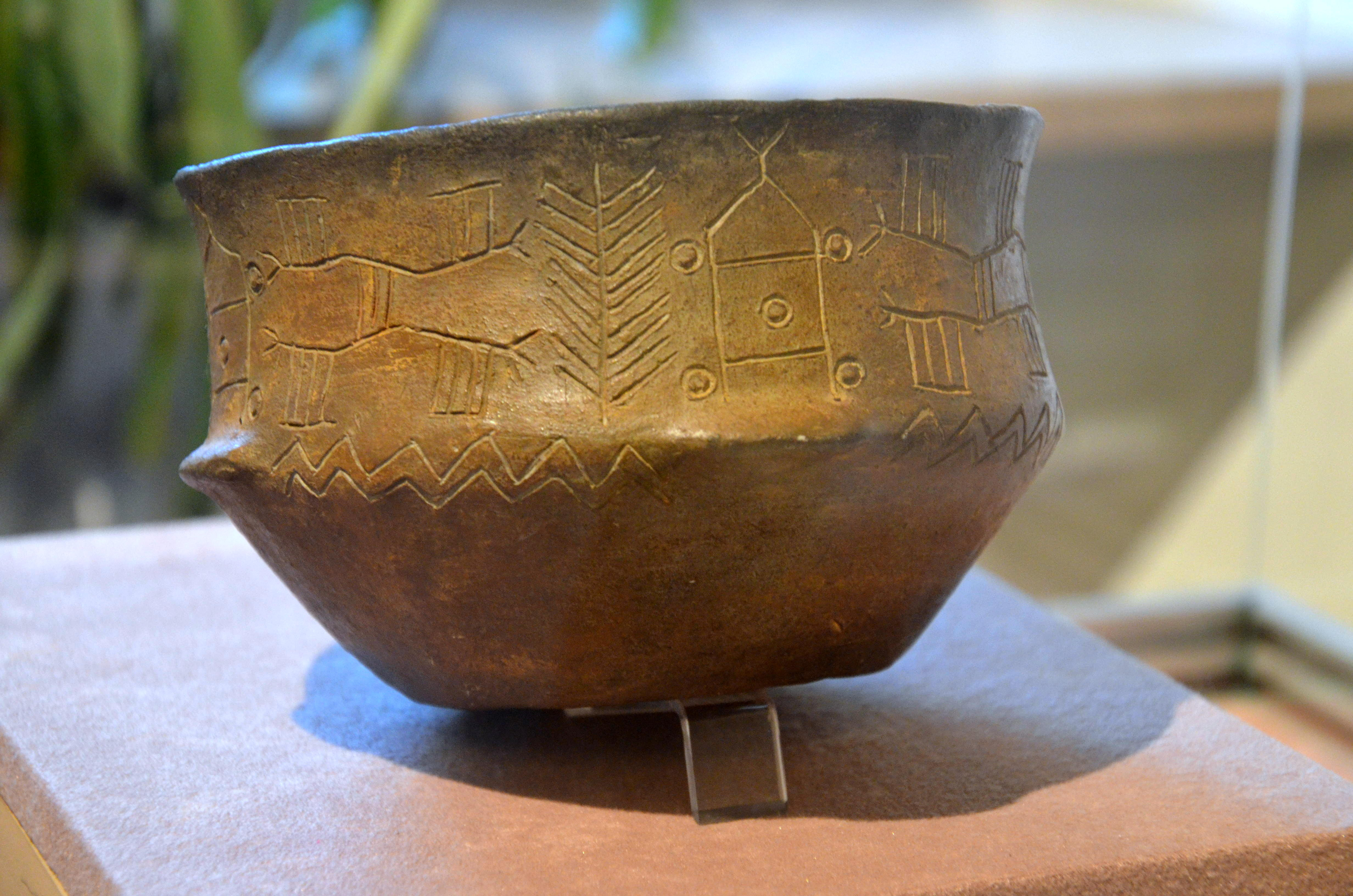
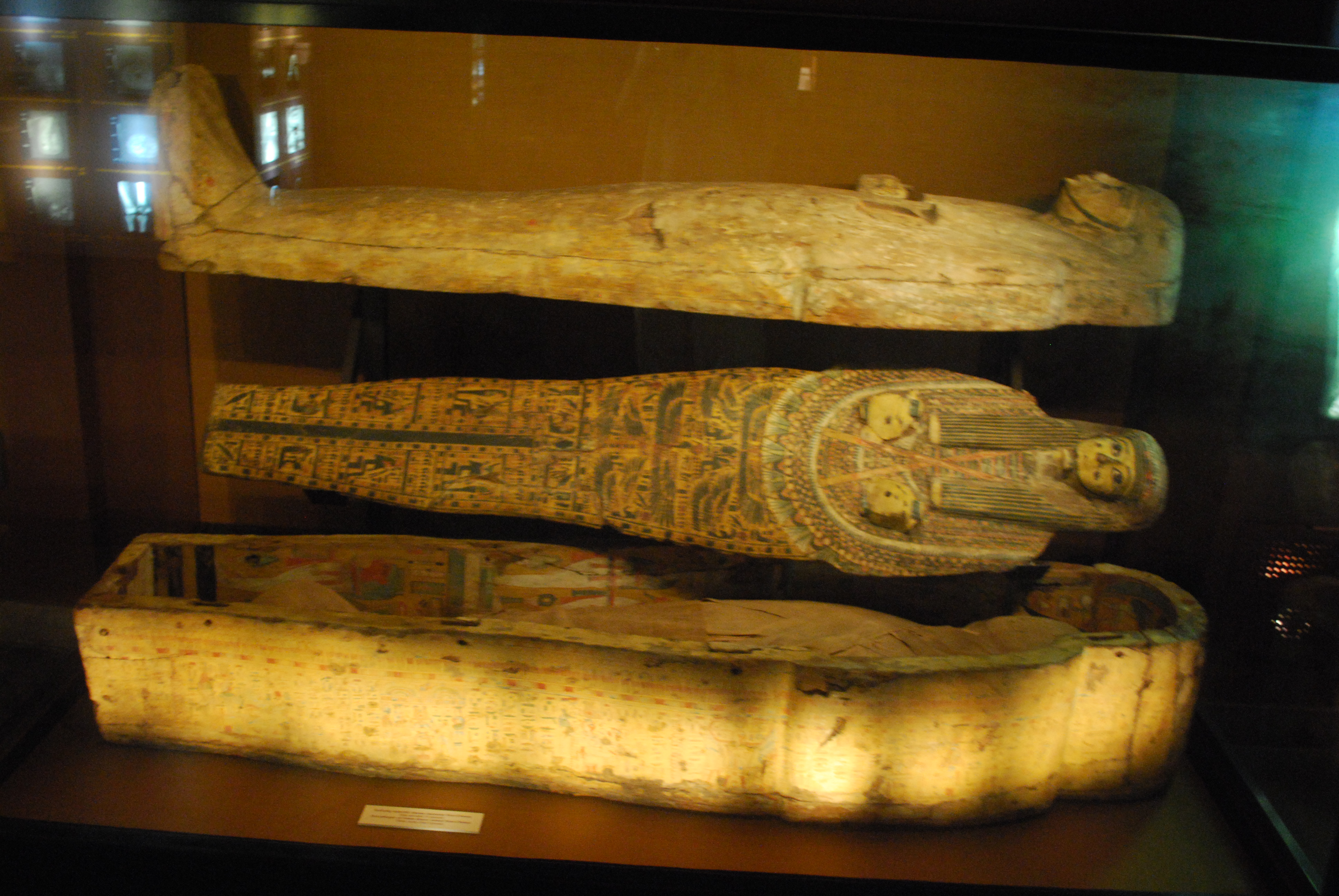
埃及木乃伊
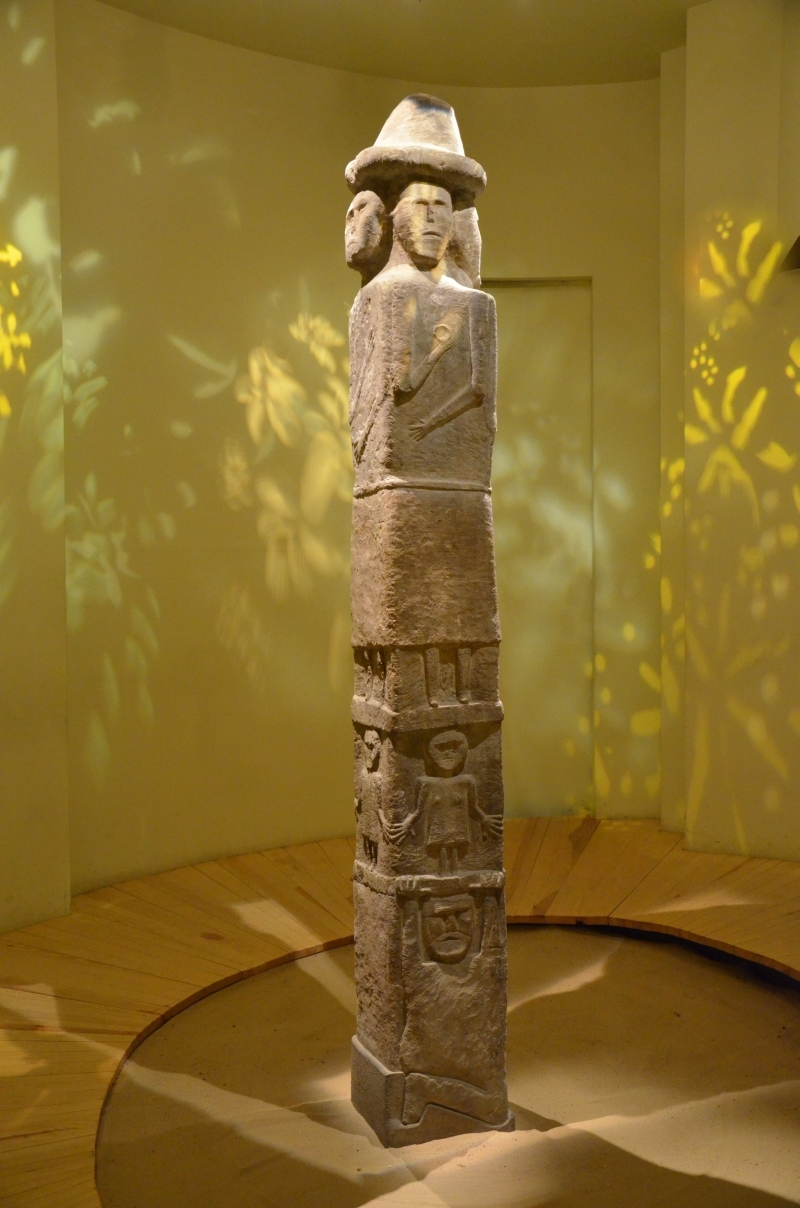
兹布鲁奇偶像
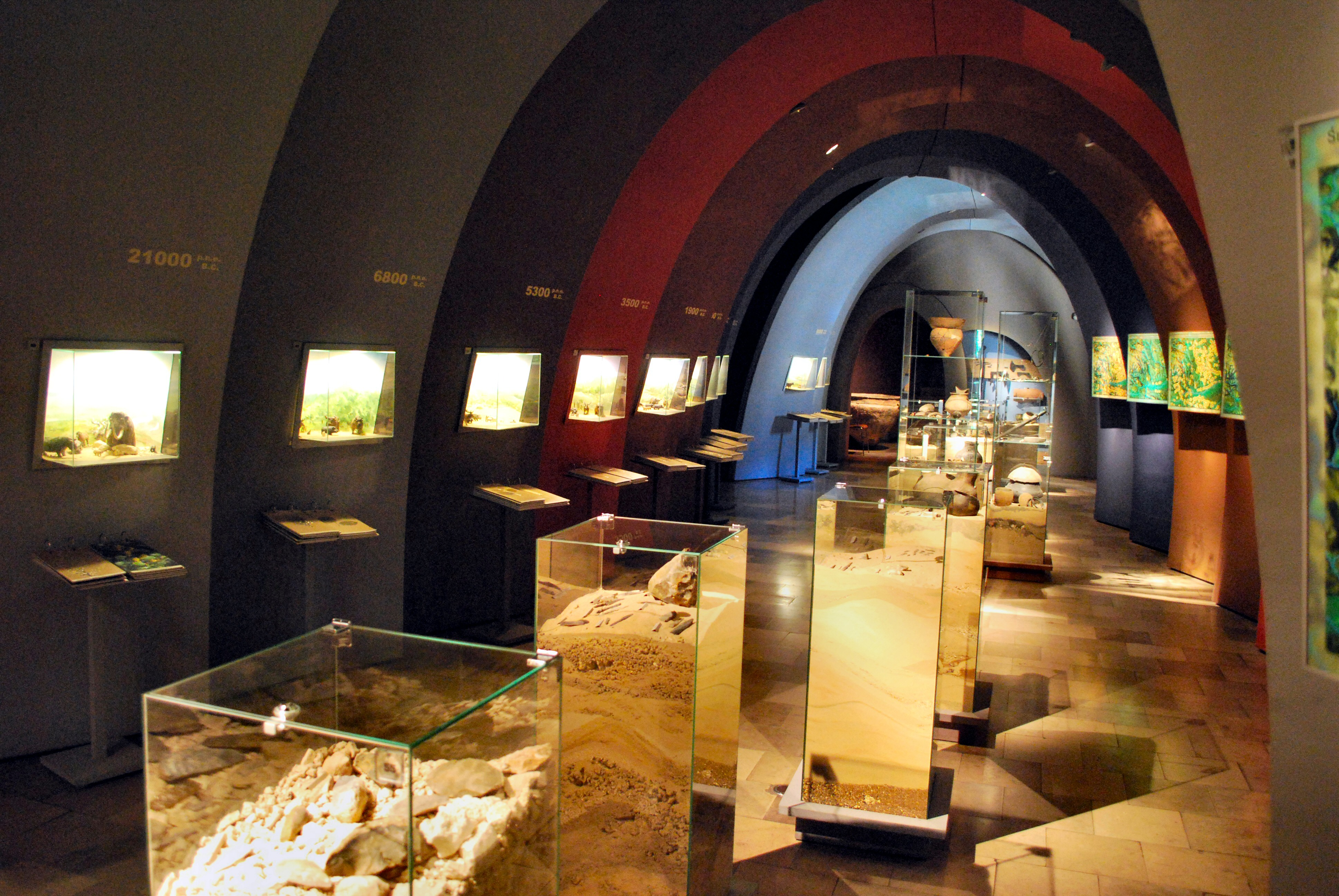
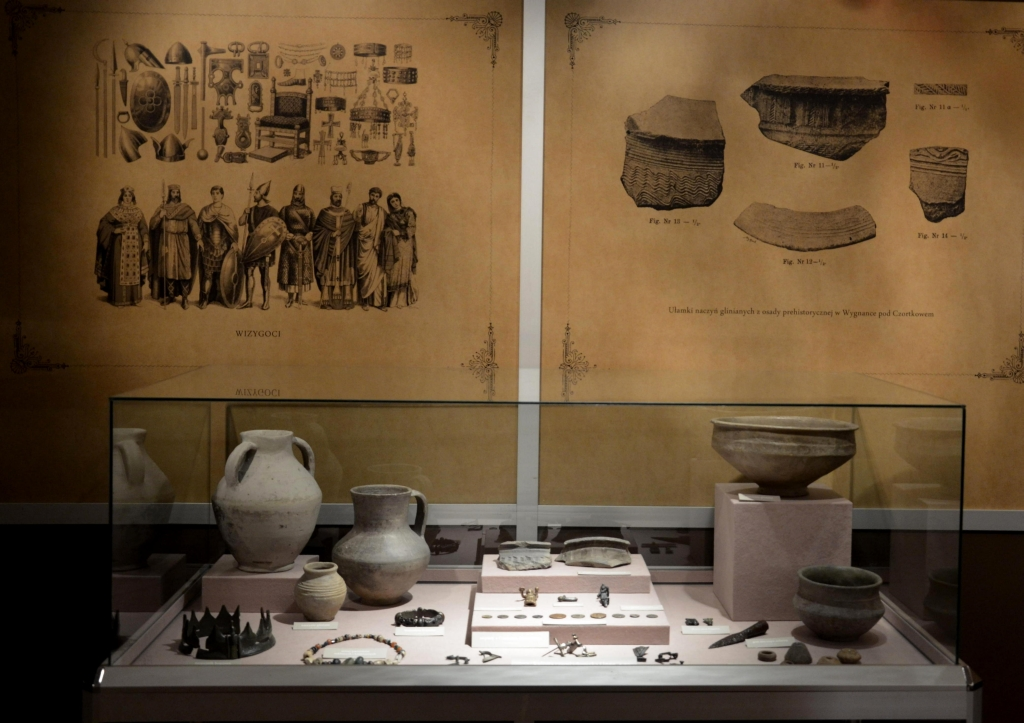
东哥特陶器
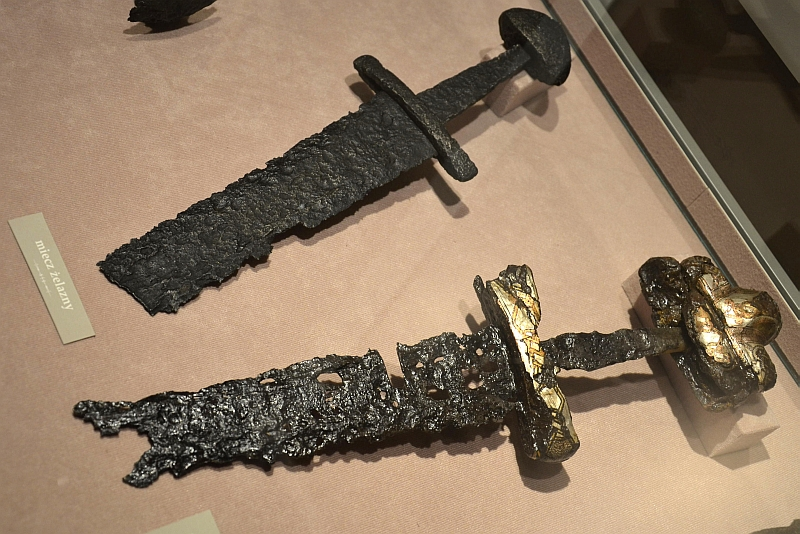
维京剑